# Ораше
Ораше је насеље у Србији у општини Тутин у Рашком округу. Према попису из 2022. било је 678 становника.
У селу је рођен Адем Зилкић који је био реис-ул-улема Исламске заједнице Србије од 2007 до 2016. године.

## Географија
Село на падинама брда које се спушта према Паљевској Ријеци. Оно је Великим и Малим Потоком рашчлањено на крајеве: Ораше, Шевиге, Чмањке, Јелаш и Камењаче. У селу и око села су крајеви: Руђин До, Радалица, Јелаш, Фрбача, Прогон, Бијело Брдо, Металице, Равни Гај, Мачак, Озимица, Камењаче, Равнови, Крчевина, Козји До, Јоше, Грабје, Заврш и Дубље. Сви ови крајеви обилују водом. Главне воде су: Камењача, Бркља (крбуља-сантрач), Мочила, Соколова Вода (чесма), Циганска и Грабуска Чесма.

## Историја
Трагови ранијих насеља су: „Грчко Гробље“ на Плочи између Руђина и Козјег Дола. На њему су доскора биле дугачке плоче од сиге, па су их сељаци однели за зидање кућа; остао је само један део гробља. У Грабју, где су данас ливаде, које народ зове Селишта, виде се темељи кућа ранијег становништва. Данашњи становници су Срби муслимани Кучи (Зилкићи, Синановићи и Азировићи) (53 кућа.). Њихов предак се доселио из Добриње у Штавици, а тамо из Куча. Род су им православни Добрињци, јер је њихов родоначелник убивши Турчина у Добрињи примио ислам да би се спасао, и населио се овде.

## Демографија
У насељу Ораше живи 284 пунолетна становника, а просечна старост становништва износи 29,4 година (29,2 код мушкараца и 29,6 код жена). У насељу има 86 домаћинстава, а просечан број чланова по домаћинству је 5,29.
Ово насеље је великим делом насељено Бошњацима (према попису из 2002. године), а у последња три пописа, примећен је пораст у броју становника.
|  |

| Демографија | Демографија | Демографија |
| Година      | Становника  | Становника  |
| ----------- | ----------- | ----------- |
| 1948.       | 276         |             |
| 1953.       | 322         |             |
| 1961.       | 340         |             |
| 1971.       | 295         |             |
| 1981.       | 324         |             |
| 1991.       | 452         | 452         |
| 2002.       | 455         | 497         |

| Етнички састав према попису из 2002.‍ | Етнички састав према попису из 2002.‍ | Етнички састав према попису из 2002.‍ | Етнички састав према попису из 2002.‍ | Етнички састав према попису из 2002.‍ |
| ------------------------------------ | ------------------------------------ | ------------------------------------ | ------------------------------------ | ------------------------------------ |
|                                      |                                      |                                      |                                      |                                      |
| Бошњаци                              | Бошњаци                              |                                      | 450                                  | 98,90%                               |
| Муслимани                            | Муслимани                            |                                      | 4                                    | 0,87%                                |
| непознато                            | непознато                            |                                      | 0                                    | 0,0%                                 |

| Година пописа     | 1948. | 1953. | 1961. | 1971. | 1981. | 1991. | 2002. |
| ----------------- | ----- | ----- | ----- | ----- | ----- | ----- | ----- |
| Број домаћинстава | 47    | 56    | 58    | 48    | 51    | 89    | 86    |

| Број чланова      | 1 | 2 | 3 | 4  | 5  | 6  | 7  | 8 | 9 | 10 и више | Просек |
| ----------------- | - | - | - | -- | -- | -- | -- | - | - | --------- | ------ |
| Број домаћинстава | 3 | 4 | 2 | 17 | 22 | 19 | 11 | 5 | 2 | 1         | 5,29   |

| Пол    | Укупно | Неожењен/Неудата | Ожењен/Удата | Удовац/Удовица | Разведен/Разведена | Непознато |
| ------ | ------ | ---------------- | ------------ | -------------- | ------------------ | --------- |
| Мушки  | 169    | 63               | 96           | 5              | 0                  | 5         |
| Женски | 170    | 56               | 94           | 15             | 1                  | 4         |
| УКУПНО | 339    | 119              | 190          | 20             | 1                  | 9         |

| Пол    | Укупно                    | Пољопривреда, лов и шумарство | Рибарство                            | Вађење руде и камена | Прерађивачка индустрија       |
| ------ | ------------------------- | ----------------------------- | ------------------------------------ | -------------------- | ----------------------------- |
| Мушки  | 19                        | 4                             | 0                                    | 0                    | 6                             |
| Женски | 57                        | 55                            | 0                                    | 0                    | 0                             |
| УКУПНО | 76                        | 59                            | 0                                    | 0                    | 6                             |
| Пол    | Производња и снабдевање   | Грађевинарство                | Трговина                             | Хотели и ресторани   | Саобраћај, складиштење и везе |
| Мушки  | 0                         | 3                             | 0                                    | 2                    | 1                             |
| Женски | 0                         | 0                             | 0                                    | 0                    | 0                             |
| УКУПНО | 0                         | 3                             | 0                                    | 2                    | 1                             |
| Пол    | Финансијско посредовање   | Некретнине                    | Државна управа и одбрана             | Образовање           | Здравствени и социјални рад   |
| Мушки  | 0                         | 0                             | 0                                    | 2                    | 0                             |
| Женски | 0                         | 0                             | 0                                    | 1                    | 0                             |
| УКУПНО | 0                         | 0                             | 0                                    | 3                    | 0                             |
| Пол    | Остале услужне активности | Приватна домаћинства          | Екстериторијалне организације и тела | Непознато            | Непознато                     |
| Мушки  | 1                         | 0                             | 0                                    | 0                    | 0                             |
| Женски | 0                         | 0                             | 0                                    | 1                    | 1                             |
| УКУПНО | 1                         | 0                             | 0                                    | 1                    | 1                             |